# Ястребы Даугавы
«Я́стребы Да́угавы» (латыш. Daugavas Vanagi) — латвийская националистическая, антисоветская организация. Была учреждена после Второй мировой войны в лагере для военнопленных в Бельгии (Цедельхайм) 28 декабря 1945 года. Учредителями и членами организации были бывшие латвийские легионеры СС. Центр организации размещался в Мюнстере (ФРГ), филиалы были созданы в 12 странах Запада. В организации насчитывалось более 9000 человек, состоявших в 135 местных отделениях.
Изначальной целью организации была помощь ветеранам Латышского легиона и их семьям. Общество активно участвовало в маршах в день памяти легионеров 16 марта. Председателем был Артур Силгайлис, одним из организаторов движения — Карлис Лобе. Известные члены организации: Вилис Янумс, генерал Рудольф Бангерский, Зента Мауриня.

## Деятельность в ФРГ и США
«Ястребы Даугавы» создавались как ветеранская организация легионеров, которые после окончания Второй мировой войны оказались преимущественно в Западной Германии. Первоначально целями организации декларировались взаимопомощь, помощь раненым и инвалидам.
По мере выезда бывших легионеров в другие западные страны они создавали отделения «Ястребов» и там.
До 1950 года Латышский легион в США считался подразделением гитлеровской армии, поэтому его бывшим бойцам был запрещён въезд в Соединенные Штаты в качестве беженцев. Однако к 1950 году усилия представителей латышской диаспоры в США, симпатизировавшие легионерам и их организациям, а также усилия самих «Ястребов» привели к тому, что в стране начали формироваться неформальные ячейки.
«Ястребы» и сочувствующих им латыши утверждали, что хотя Латышский легион СС и воевал в рядах нацистской армии, его следует считать не пособниками Гитлера, а латвийскими героями, сражавшимися с русскими не для того, чтобы помочь немцам, но для единственной цели борьбы с коммунизмом и предотвращения вторжения русских в Латвию. Тот факт, что немцы тоже воевали с русскими, трактовался как совпадение, а альянс между Латышским легионом и германской армией — как необходимость, а не стремление.
Поэтому в 1951 году ограничения по въезду бывших легионеров в США были отменены. В результате большое число легионеров въехало в США и влилось в неформальные ячейки «Ястребов Даугавы», а также сформировали новые отделения.
Поскольку количества легионеров-иммигрантов было недостаточно для формирования эффективных организаций, «Ястребы» открыли двери для всех желающих, а не только ветеранов войны. Таким образом количество ячеек в США выросло до 15-20 (согласно данным другого информатора ФБР — до 55), а количество их членов — до 400—600 человек.
В ячейках проводились регулярные собрания и выпускался бюллетень. Основная активность состояла в проведении благотворительных мероприятий (пикники, танцевальные вечеринки) с целью сбора средств в пользу ветеранов Легиона, пострадавших в ходе «русской кампании».
Настрой «Ястребов» был антикоммунистическим: они поддерживали все акции, направленные на освобождение Латвии от Советского Союза. «Ястребы» стали второй по численности латышской антикоммунистической организацией в США. Большинством ячеек руководили бывшие карьерные офицеры Латвийской армии.
Одним из влиятельных членов организации в Нью-Йорке в 1952—1965 годах, представляющим её в Ассоциации американских латышей, был Болеслав Майковский, организатор уничтожения деревни Аудрини зимой 1941/1942 года. Его членство в «Даугавас ванаги» дало СССР основание считать эту организацию пособничающей военным преступникам.
Организацию «Ястребов» в ФРГ в 1967—1973 годах возглавлял Янис Цирулис, обвиняемый в России в участии в массовых убийствах возле деревни Жестяная Горка Новгородской области.
В книге «Даугавас ванаги — кто они?» (1963), адресованной зарубежной общественности, собраны документальные свидетельства злодеяний в Аудрини, которые эмигрантская общественность проигнорировала. Когда МИД СССР уже в четвёртый раз обратился к правительству США с требованием выдачи Майковского для суда, нью-йоркская латышская эмигрантская газета Laiks (16 июня 1965 года) назвала это «новой советской атакой», а газета «Американский латыш» (Amerikas Latvietis) в номере 13 за 10 июля 1965 года написала, что Советский Союз требует от «свободного мира» экстрадиции военных преступников, однако высказано сомнение, что это произойдёт.